# Liste der Biografien/Mp
Liste der Biografien |
Portal Biografien |
Personensuche
# |
A |
B |
C |
D |
E |
F |
G |
H |
I |
J |
K |
L |
M |
N |
O |
P |
Q |
R |
S |
T |
U |
V |
W |
X |
Y |
Z |
?
 
Ma |
Mb |
Mc |
Md |
Me |
Mf |
Mg |
Mh |
Mi |
Mj |
Mk |
Ml |
Mm |
Mn |
Mo |
Mp |
Mq |
Mr |
Ms |
Mt |
Mu |
Mv |
Mw |
Mx |
My |
Mz
Die Liste der Biografien führt alle Personen auf, die in der deutschsprachigen Wikipedia einen Artikel haben. Dieses ist eine Teilliste mit 49 Einträgen von Personen, deren Namen mit den Buchstaben „Mp“ beginnt.

## Mp
- MP The Kid, österreichischer Rapper, Sänger und Musikproduzent

### Mpa
- Mpacko, Samuel (* 1998), deutscher Basketballspieler
- Mpaka, Christián (* 1988), kongolesischer Fußballspieler
- Mpako, Dabula Anthony (* 1959), südafrikanischer Geistlicher, römisch-katholischer Erzbischof von Pretoria sowie Militärbischof von Südafrika
- Mpalaskas, Stephanie (* 1986), deutsche Fußballspielerin
- Mpali, Adam (* 2002), gabunischer Schwimmer
- Mpambani, Zolile Peter (* 1957), südafrikanischer Geistlicher und römisch-katholischer Erzbischof von Bloemfontein
- Mpande (1798–1872), König der Zulu (1840–1872)
- Mpande, Joseph (* 1994), ugandischer Fußballspieler
- Mpanga, Jaime, äquatorialguineischer Fußballspieler
- Mpango, Philip (* 1957), tansanischer Politiker
- Mpassy-Nzoumba, Jean-Claude (* 1986), kongolesisch-deutscher Fußballspieler
- Mpayimana, Philippe (* 1970), ruandischer Journalist, Linguist und Politiker

### Mpe
- Mpeko, Issama (* 1986), kongolesischer Fußballspieler
- M’Pelé, François (* 1947), kongolesischer Fußballspieler
- Mpemba, Erasto B. (1950–2023), tansanischer WissenschaftlerErasto B. Mpemba (1950–2023)

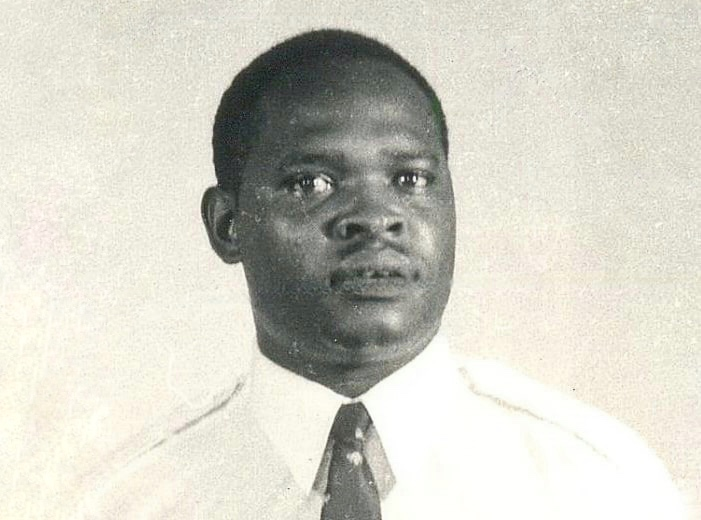
Erasto B. Mpemba (1950–2023)

- Mpendawatu, Jean-Marie Musivi (* 1955), kongolesischer Geistlicher
- Mpenza, Emile (* 1978), belgischer Fußballspieler
- Mpenza, Mbo (* 1976), belgischer Fußballspieler
- Mpetshi Perricard, Daphnée (* 2008), französische Tennisspielerin
- Mpetshi Perricard, Giovanni (* 2003), französischer TennisspielerGiovanni Mpetshi Perricard (* 2003)

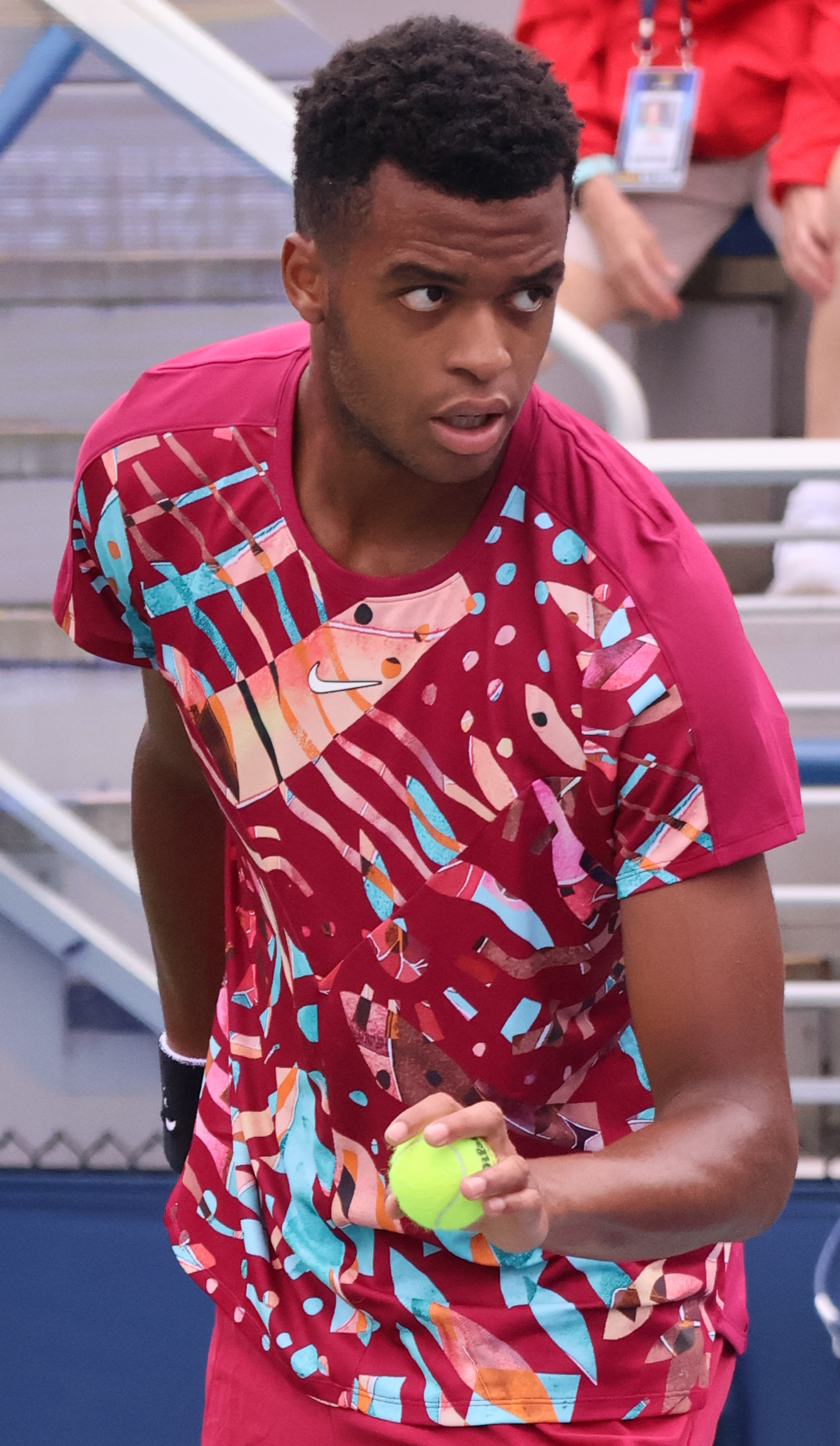
Giovanni Mpetshi Perricard (* 2003)

- Mpezele, Raymond (* 1939), sambischer Geistlicher, emeritierter römisch-katholischer Bischof von Livingstone

### Mpf
- Mpfofu, Obert (* 1951), simbabwischer Politiker

### Mph
- Mphahlele, Ezekiel (1919–2008), südafrikanischer Autor und Literaturwissenschaftler
- Mphahlele, Ryan (* 1998), südafrikanischer Leichtathlet
- Mphela, Katlego (* 1984), südafrikanischer Fußballspieler
- Mphephu, Patrick (1924–1988), erster Präsident des Homelands Venda
- Mphiwe, Robert Mogapi (* 1972), südafrikanischer Geistlicher und römisch-katholischer Bischof von Rustenburg
- Mpho, britische Sängerin und Songwriterin

### Mpi
- Mpiani, Kwadwo, Minister für Angelegenheiten des Präsidenten in Ghana
- Mpinganjira, Brown (* 1950), malawischer Politiker
- Mpiti, Dalene (* 2000), südafrikanischer Sprinter

### Mpo
- Mpofu, Christopher (* 1985), simbabwischer Cricketspieler
- Mpofu, Isaac (* 1988), simbabwischer Leichtathlet
- Mpoke, Moitalel (* 2001), kenianischer Leichtathlet
- Mpoku, Paul-José (* 1992), belgischer Fußballspieler
- Mpolokeng, Zacharia (* 1967), südafrikanischer Marathonläufer
- Mpombo, George (* 1954), sambischer Verteidigungsminister
- Mpomé, Maelys (* 2003), französische Fußballspielerin
- Mponda, Hussein (* 1958), tansanischer Politiker
- Mponda, Peter (* 1981), malawischer Fußballspieler
- Mpondela, Suwilanji (* 2000), sambische Sprinterin

### Mpu
- Mpuang, Thuso (* 1984), südafrikanischer Sprinter
- Mpumlwana, Thamela (* 2001), kanadischer Schauspieler und Synchronsprecher
- Mpundu, Telesphore George (* 1947), sambischer Geistlicher, emeritierter römisch-katholischer Erzbischof von Lusaka
- Mpungu, Roger (1924–2007), burundischer Geistlicher, römisch-katholischer Bischof von Muyinga
- Mputu Mabi, Trésor (* 1985), kongolesischer Fußballspieler
- Mputu, Véro Tshanda Beya, kongolesische Schauspielerin

### Mpw
- M’Pwati, Godefroy Émile (1928–1995), kongolesischer römisch-katholischer Geistlicher, Bischof von Pointe-Noire